# مشاع ۲ گزآباد
مشاع ۲ گزآباد یک منطقهٔ مسکونی در ایران است که در دهستان گرمسار واقع شده‌است.